# Сборная Туркменистана по теннису в Кубке Дэвиса
Сборная Туркменистана в Кубке Дэвиса — официальный представитель Туркменистана в Кубке Дэвиса. Руководящий состав сборной определяется Федерация тенниса Туркменистана.
Капитаном команды является Мирали Гасанов (занимает этот пост с 2020 года).
В настоящее время команда участвует в турнире 4-й группы региональной зоны Азия/Океания.

## История
Сборная Туркменистана, в Кубке Дэвиса выступает с 2004 года. Всего провела 68 встреч (20 побед и 48 поражений). Лучший результат - плей-офф за 1—4 места в третьей группе зоны Азия/Океания в 2015 году.

## Рекордсмены команды
| Максимальное общее число побед               | 21-18 | Александр Эрнепесов                 |
| Максимальное число побед в одиночных матчах  | 12-10 | Александр Эрнепесов                 |
| Максимальное число побед в парных матчах     | 9-8   | Александр Эрнепесов                 |
| Лучшая пара                                  | 6-3   | Александр Эрнепесов / Георгий Почай |
| Наибольшее число участий в матчевых встречах | 30    | Александр Эрнепесов                 |
| Наибольшее число лет в турнире               | 8     | Эзиз Довлетов                       |

## Последние 3 матча сборной
| Год  | Стадия                                               | Место (покрытие)   | Соперник  | Участвовавшие игроки                                        | Счёт |
| ---- | ---------------------------------------------------- | ------------------ | --------- | ----------------------------------------------------------- | ---- |
| 2018 | Зона Азия/Океания. Группа 4. Плей-офф за 9-10 места. | Маскат, Оман, хард | Бангладеш | Гурбанберди Гурбанбердыев Атлымурат Гурбанов Юрий Рогусский | 2-1  |
| 2018 | Зона Азия/Океания. Группа 4                          | Маскат, Оман, хард | Монголия  | Хаджимурат Чариев Атлымурат Гурбанов Юрий Рогусский         | 1-2  |
| 2018 | Зона Азия/Океания. Группа 4                          | Маскат, Оман, хард | Сингапур  | Атлымурат Гурбанов Юрий Рогусский                           | 0-3  |